# Homoneura nigrofulva
Homoneura nigrofulva är en tvåvingeart som beskrevs av Malloch 1927. Homoneura nigrofulva ingår i släktet Homoneura och familjen lövflugor. Inga underarter finns listade i Catalogue of Life.